# Khalki
Khalki (grec antic Chalkeia, llatí Chalcia) és una petita illa de la mar Egea, a uns 6,5 km a l'oest de Rodes, i entre Tilos i Kàrpathos. Té 29 km² i 300 habitants però en va arribar a tenir 4000.
Antigament tenia només una ciutat a la costa sud-oest, que es deia Chalkeia, amb un temple dedicat a Apol·lo i un port. Avui la ciutat es diu Nimborio i té una església (Hàgios Nikólaos, Sant Nicolau) construïda el 1861. Anteriorment la capital era al centre de l'illa, a Khorio, per escapar dels atacs dels pirates. Té bones platges a Trachia, Ftenagia, Sarri, Chania i Dyo Yiali.
L'illa fou una dependència de Rodes. El 412 aC els comandants de la flota atenenca, Lleó i Diomedó, es van retirar a aquesta illa després d'atacar Rodes.